# Zoë Lund
Zoë Lund nebo také Zoë Tamerlaine (rodným jménem Zoë Tamerlis; 9. února 1962 New York – 16. dubna 1999 Paříž) byla americká herečka a modelka.

## Život
Její matkou byla sochařka švédského původu Barbara Lekberg, otcem Victor Tamerlis. V mládí se věnovala hudbě, hrála mj. na klavír; krátce studovala na Manhattanské škole hudby. Svou první roli dostala v roce 1981 ve filmu Ms. 45 režiséra Abela Ferrary. Později, v roce 1992, ztvárnila menší roli v jeho filmu Poručík; k tomuto filmu také spolu s Ferrarou napsala scénář. Pro Ferraru napsala několik dalších scénářů, mj. adaptace povídky Williama Gibsona a románu Erskina Caldwella, které však nebyly natočeny. Ferrarův film New Rose Hotel (1998) je sice adaptací Gibsonovy povídky, ale nevychází ze scénáře Zoë Lund. Kromě několika dalších filmů vystupovala také v jedné epizodě seriálu Miami Vice. Zemřela na selhání srdce v důsledku nadměrného užívání kokainu. Od roku 1985 až do její smrti byl jejím manželem Robert Lund. Věnovala se také literární činnosti, psala romány (nepublikované), a před smrtí pracovala na sbírce povídek.

## Filmografie
- Times Square (1980; neuvedena v titulcích)
- Ms. 45 (1981)
- Special Effects (1984)
- Miami Vice (1985; seriál – jedna epizoda)
- Hothouse (1988; seriál – sedm epizod)
- The Houseguest (1989)
- Exquisite Corpses (1989)
- Heavy Petting (1989)
- Poručík (1992)
- Vraždící zbraň (1994)
- Dreamland (1997)